# وينديل بورتون
وينديل بورتون (بالإنجليزية: Wendell Burton)‏ هو ممثل أمريكي، ولد في 21 يوليو 1947 بسان أنطونيو في الولايات المتحدة، وتوفي في 30 مايو 2017 في الولايات المتحدة.

## وصلات خارجية
- وينديل بورتون على موقع IMDb (الإنجليزية)
- وينديل بورتون على موقع ميوزك برينز (الإنجليزية)
- وينديل بورتون على موقع أول موفي (الإنجليزية)
- وينديل بورتون على موقع قاعدة بيانات الفيلم (الإنجليزية)